# Estinnes-au-Mont
Estinnes-au-Mont [ɛstinomɔ̃] est une section de la commune belge d'Estinnes, située en Région wallonne dans la province de Hainaut. C'était une commune à part entière avant la fusion des communes de 1977.

## Évolution démographique
- Sources : INS, Rem. : 1831 jusqu'en 1970 = recensements, 1976 = nombre d'habitants au 31 décembre.

## Histoire
Les premières mentions d'Estinnes-au-Mont et d'Estinnes-au-Val datent du Xe siècle. Cependant c'est probablement au cours de la période mérovingienne (pas avant le VIe siècle) que, pour des raisons démographiques ou culturelles, la paroisse des Estinnes est divisée en deux. Est-ainsi nommée paroisse d'Estinnes-au-Mont (ou Estinnes haute) la partie de l'ancienne Estinnes qui se trouve sur le mont Saint-Rémi et dédiée à ce saint. Estinnes-au-Mont est donc probablement plus récente d'un siècle qu'Estinnes-au-Val (ou Estinnes basse) dédiée à Saint Antoine. Cette division de paroisse se fait sans aucune dégradation du domaine royal des Estinnes. Ce genre de chose n'est pas unique dans la gestion des différents domaines royaux du royaume franc ; il est d'ailleurs à souligner que certains d'entre-eux (comme Chaource ou Trosly-Loire) se divisent en plusieurs paroisses qui prennent également le titre de « haute » et de « basse »,,.

## Patrimoine et culture

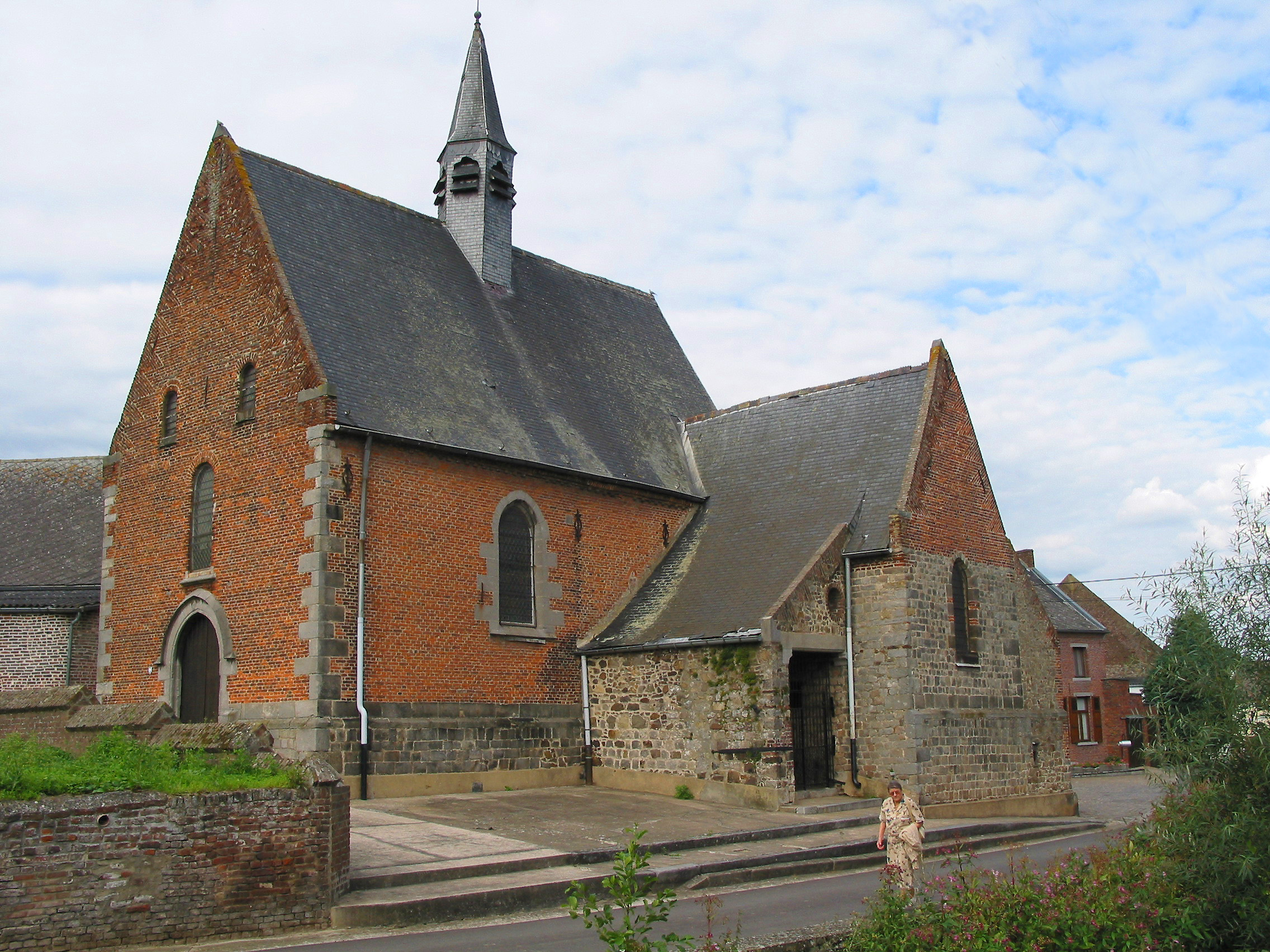
Estinnes-au-Mont, la chapelle Notre-Dame de Cambron (XVe siècle).

### Patrimoine architectural
- Église Saint-Remy. Edifice marqué principalement par deux campagnes de restauration, la tour carrée de façade et par le chœur à trois pans, deux œuvres gothiques hennuyère qui remonte au XVIe siècle, la seconde par les trois nefs de quatre travées réédifiées autour de 1750 par l'architecte Ci. J. de Bettignies de Mons, l'église fut aussi restaurée en 1729[5].
- Presbytère, datée de 1786[6].
- Chapelle Notre-Dame de Cambron. Une chapelle avait été construite sur l'emplacement présumé de la maison de Jean le Flameng pour commémoré le miracle de la Vierge de Cambron. La construction d'un sanctuaire plus vaste de tradition gothique en 1620. Remaniée au XVIIIe siècle et elle fut restaurée en 1838 et 1939[7].
- A la rue de la Station, se trouve un ancien dépôt à grains construit en 1905[8].

## Personnages célèbres
- Jean Froissart (1337-1404) chroniqueur et curé d'Estinnes-au-Mont[9].